# Aleksiej Szczetkin
Aleksiej Aleksandrowicz Szczetkin (ros. Алексе́й Александрович Ще́ткин; ur. 21 maja 1991 w Tałdykorganie) – kazachski piłkarz występujący na pozycji napastnika w klubie FK Astana. W trakcie swojej kariery reprezentował także barwy Żetysu Tałdykorganu, FK Atyrau oraz FK Tarazu. Reprezentant Kazachstanu do lat 21. W reprezentacji kraju zadebiutował w 2013 roku. Do 7 września 2015 roku rozegrał w niej 14 meczów, w których zdobył jedną bramkę.

## Kariera klubowa
Rozpoczynał karierę w 2010 roku w zespole ze swojego rodzinnego miasta – Żetysu Tałdykorgan. W 2013 roku przeszedł do klubu FK Atyrau. W 2014 grał w klubie FK Taraz, z którego odszedł w grudniu 2014 roku. W 2015 podpisał kontrakt z mistrzem Kazachstanu – FK Astana, z którym zdobył Superpuchar Kazachstanu, a 26 sierpnia 2015 roku jako pierwszy klub piłkarski z Kazachstanu awansował do fazy grupowej Ligi Mistrzów UEFA, pokonując w dwumeczu cypryjski klub APOEL Nikozja 2:1.

## Kariera reprezentacyjna
W latach 2010–2012 Szczetkin występował w Reprezentacji Kazachstanu do lat 21. W seniorskiej reprezentacji zadebiutował 14 sierpnia 2013 roku, podczas towarzyskiego meczu przeciwko Gruzji. Na boisku spędził pierwszych 69 minut meczu, po czym został zmieniony przez Konstantina Engela. Mecz zakończył się wynikiem 1:0, po golu Siergieja Chiżniczenki.
| Mecze i gole w reprezentacji | Mecze i gole w reprezentacji | Mecze i gole w reprezentacji | Mecze i gole w reprezentacji | Mecze i gole w reprezentacji | Mecze i gole w reprezentacji | Mecze i gole w reprezentacji |
| #                            | Data                         | Stadion                      | Rywal                        | Wynik                        | Gol                          | Rozgrywki                    |
| 2013                         | 2013                         | 2013                         | 2013                         | 2013                         | 2013                         | 2013                         |
| ---------------------------- | ---------------------------- | ---------------------------- | ---------------------------- | ---------------------------- | ---------------------------- | ---------------------------- |
| 1.                           | 14.08.2013                   | Astana, Kazachstan           | Gruzja                       | 1:0                          | 0                            | towarzyski                   |
| 2.                           | 06.09.2013                   | Astana, Kazachstan           | Wyspy Owcze                  | 2:1                          | 0                            | El. MŚ 2014                  |
| 3.                           | 10.09.2013                   | Astana, Kazachstan           | Szwecja                      | 0:1                          | 0                            | El. MŚ 2014                  |
| 4.                           | 11.10.2013                   | Thorshavn, Wyspy Owcze       | Wyspy Owcze                  | 1:1                          | 0                            | El. MŚ 2014                  |
| 5.                           | 15.10.2013                   | Dublin, Irlandia             | Irlandia                     | 1:3                          | 0                            | El. MŚ 2014                  |
| 2014                         |                              |                              |                              |                              |                              |                              |
| 6.                           | 05.03.2014                   | Aksu, Kazachstan             | Litwa                        | 1:1                          | 0                            | towarzyski                   |
| 7.                           | 07.06.2014                   | Budapeszt, Węgry             | Węgry                        | 0:3                          | 0                            | towarzyski                   |
| 8.                           | 12.08.2014                   | Ałmaty, Kazachstan           | Tadżykistan                  | 2:1                          | 0                            | towarzyski                   |
| 9.                           | 16.11.2014                   | Stambuł, Turcja              | Turcja                       | 1:3                          | 0                            | El. ME 2016                  |
| 2015                         |                              |                              |                              |                              |                              |                              |
| 10.                          | 18.02.2015                   | Aksu, Kazachstan             | Mołdawia                     | 1:1                          | 1                            | towarzyski                   |
| 11.                          | 28.03.2015                   | Astana, Kazachstan           | Islandia                     | 0:3                          | 0                            | El. ME 2016                  |
| 12.                          | 31.03.2015                   | Chimki, Rosja                | Rosja                        | 0:0                          | 0                            | towarzyski                   |
| 13.                          | 12.05.2015                   | Ałmaty, Kazachstan           | Burkina Faso                 | 0:0                          | 0                            | towarzyski                   |
| 14.                          | 06.09.2015                   | Reykjavík, Islandia          | Islandia                     | 0:0                          | 0                            | El. ME 2016                  |

## Sukcesy
- Superpuchar Kazachstanu: 2015